# Bobby Roode
Robert "Bobby" Roode (n. 1977) este un wrestler canadian retras din activitate. În prezent, este semnat de WWE unde este producător. Și-a făcut debutul în TNA în 2004 ca membru al grupului Team Canada. A deținut de două ori titlul NWA World Tag Team Champion împreună cu Eric Young. În 2008 Roode a format o echipă împreună cu James Storm, numită Beer Money inc.; împreună au devenit de patru ori campioni la echipe în TNA. În 2011 Roode câștigă titlul mondial din TNA în fața lui James Storm.
Roode este căsătorit cu Tracey Kelusky, cu care are trei copii: Bobby, Riley și Nicolas.

## Titluri în WWE
- NXT Championship (1 dată)[5]
  - WWE SmackDown Tag Team Championship (1 dată) – cu Dolph Ziggler[6][7]
- WWE Raw Tag Team Championship (2 ori) – cu Chad Gable (1) și Dolph Ziggler (1)[8]
- WWE United States Championship (1 dată)[9]
- WWE 24/7 Championship (1 dată)[10]
- WWE United States Championship Tournament (2017–2018)